# Anna Kozáková
Anna Kozáková (rozená Krpčiarová; 2. ledna 1943, Ábelová, Slovensko – 24. prosince 2000, Dolný Kubín, Slovensko) byla slovenská dramaturgyně, režisérka (ochotnice) a pedagožka.
V roce 1958 studovala na střední škole ve Zvolenu, v letech 1964-1965 externě na Vysoké škole pedagogické v Trnavě a 1965-1969 v Banské Bystrici, kde v letech 1973-1975 absolvovala postgraduální studium. Později ukončila i čtyřletý režisérský kurz pro děti a dospělé v osvětovém ústavu v Bratislavě. Byla učitelkou na základní škole v Cerové, ředitelka ve Zliechově, od roku 1971 dramaturgyně a režisérka ochotnického souboru Paprsek v Martině, který založila. Se souborem absolvovala krajské a celoslovenské prohlídky, na kterých získala několik ocenění. Za plnění programu aktivity zájmové činnosti byla oceněna různými cenami.